# Jean-Pierre Guillemot
Jean-Pierre Guillemot (Courbevol, França, 1948 — Arrecife, Lanzarote, 10 d'agost de 1990) era un artista i marxant d'art francès, conegut per haver desenvolupat junt amb Elvira Navares el concepte de pastitx. Com a marxant, va crear el concepte de Supermerc Art, duent-lo a la pràctica per primera vegada a Barcelona el 1983, projecte que es va repetir per diverses ciutats de l'Estat durant els anys 80 i es va expandir a l'Amèrica Llatina durant els primers 90.
Després d'una adolescència difícil, Guillemot va entrar a l'Escola d'Arts Decoratives de París l'any 1968. Posteriorment, va treballar com a il·lustrador per revistes i agències de publicitat, però va abandonar el país amb la seva esposa l'any 1979 per instal·lar-se primer a Marbella i després a Barcelona. A Barcelona van dedicar-se a la il·lustració publicitària en revistes com Playboy i Penthouse. El seu mètode de treball era una estratègia apropiacionista lúdica que consistia a copiar obres clàssiques d'artistes tan diversos com Juan Gris, Joan Miró, El Bosco, Wesselmann, Francis Bacon, Tamara de Lempicka, Canaletto o De Chirico per fer-ne collages que més tard s'exposaven com a
material imprès. En una reivindicació del pastitx com a gest estètic, inserien retrats d'ells mateixos dins les obres apropiades, tot mantenint en tot moment la norma de decòrum de l'estil corresponent.
Tres anys més tard, arran del suïcidi de la seva esposa i davant la constatació que no podia pintar sol, Guillemot va decidir convertir-se en marxant d'art, activitat que va desenvolupar fins a l'estiu de 1990, quan morí ofegat a Lanzarote.

## Pastitxos
Copiant els clàssics de la pintura, sorgeix la idea del pastitx, això és, una pintura feta «a la manera de» algun dels grans autors de la història de l'art.
Així, dissenyen i il·lustren cartells publicitaris, articles de revista, portades de música, etc. a la manera de Picasso, Dalí, Seurat, Boticelli, Bacon… davant la reacció de crítica i públic. Acusats de promoure la falsificació i l'engany, ells responen posicionant-se des de "l'humor i el joc intel·lectual". Les seves obres esdevingueren rellevants pel domini extraordinari de la tècnica pictòrica i la versatilitat estilística, allunyant-se de la mera còpia per produir obres noves a partir de grans referents.

## Supermerc'art
L'any 1983, Guillemot va introduir una nova manera de comercialitzar l'art a Catalunya. La proposta tenia la intenció que l'art contemporani deixés de ser quelcom només assequible per a les persones amb poder adquisitiu, i va organitzar una mena de supermercat d'obres d'art, on convivien obres d'artistes de renom amb les d'artistes emergents, les quals eren oferides a preus que podien resultar atractius a aquella gent interessada en l'art però no prou per anar a una galeria.
La primera edició va celebrar-se a la llibreria Look, situada al carrer Balmes de Barcelona. L'any següent l'esdeveniment es va traslladar a Lleida, i entre 1985 i 1989 el Supermerc'art es va instal·lar a la Sala American Prints del carrer Calvet, altre cop a Barcelona. Després de la mort de Guillemot, l'esdeveniment es va passar a anomenar Hipermerc'art, i se celebra anualment a la Sala Vinçon del Passeig de Gràcia.

## Exposicions destacades
- 1981 - Espai 10- Fundació Joan Miró:[12] El 1981 la Fundació Joan Miró dedicà una gran retrospectiva a aquesta parella tan controvertida, en la que s'exposà gran part dels originals que van dissenyar des del 1975 fins al mateix 1981. Posteriorment, i dies després de la tràgica mort de Navarés, la galeria Antonio Machado exhibia algunes de les obres mostrades a la Fundació Joan Miró junt amb altres obres inèdites.[13]
- 1989 - Joan Descarga (Pell de Plom) Galeria René Métras. (organitzada per Guillemot)[14]